# Puerto Rico Islanders FC
El Puerto Rico Islanders FC fou un club porto-riqueny de futbol de la ciutat de Bayamón.

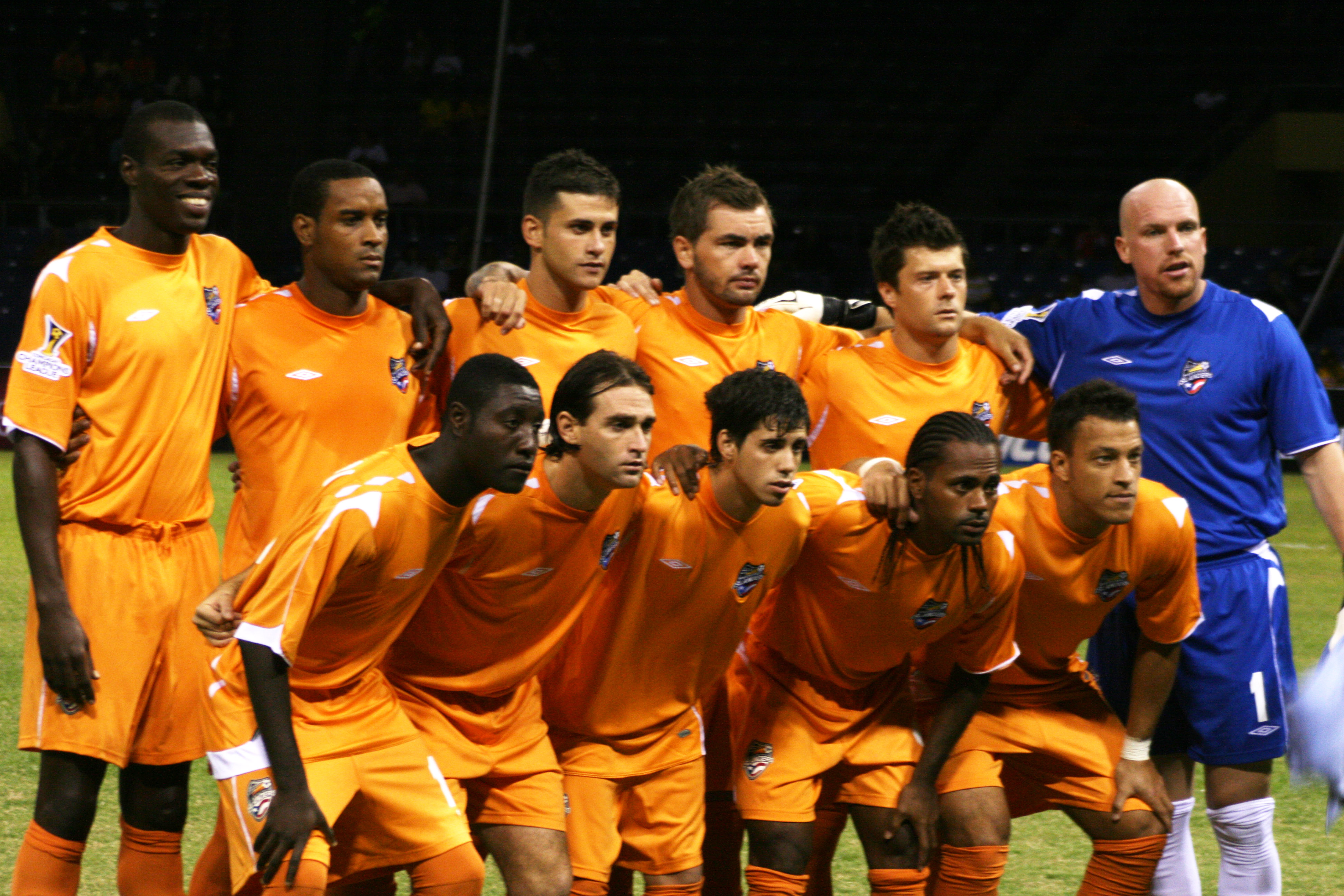
Islanders la temporada 2008–09.

Va jugar a diverses lligues entre 2004 i 2012, com la North American Soccer League II (NASL).
El 1995, un club anomenat Puerto Rico Islanders ingressà a la USISL, avui United Soccer Leagues (USL). Poc després es traslladà a Houston, Texas esdevenint Houston Force.
El 2003 tornà a néixer el club, que ingressà a la A-League el 2004. L'any 2012 ingressà a la North American Soccer League II, fins a la seva desaparició el 2014.

## Evolució de l'uniforme
| 2004–05 | 2006 | 2007 | 2008 | 2009 | 2011–12 |  |

## Palmarès
- USSF D2 Pro League
  - 2010
- USL First Division Commissioner's Cup
  - 2008
- Ponce De Leon Cup
  - 2006, 2007, 2009, 2011
- Bayamón Cup
  - 2012

- Campionat de clubs de la CFU:[7]
  - 2010, 2011